# Кассини (лунный кратер)
Кратер Кассини (лат. Cassini), — ударный кратер на видимой стороне Луны в северо-восточной части Моря Дождей, неофициально называемой «Болото Туманов». Образование кратера относится к раннеимбрийской эпохе. Назван в честь итальянского и французского астронома и инженера Джова́нни Доме́нико Касси́ни (1625—1712) и его сына Жака Кассини (1677—1756) — французского астронома. Название утверждено Международным астрономическим союзом в 1935 году. На ранних лунных картах кратер отсутствует. Поскольку он не может быть молодым, это можно объяснить только ошибкой составителей карт.

## Описание кратера

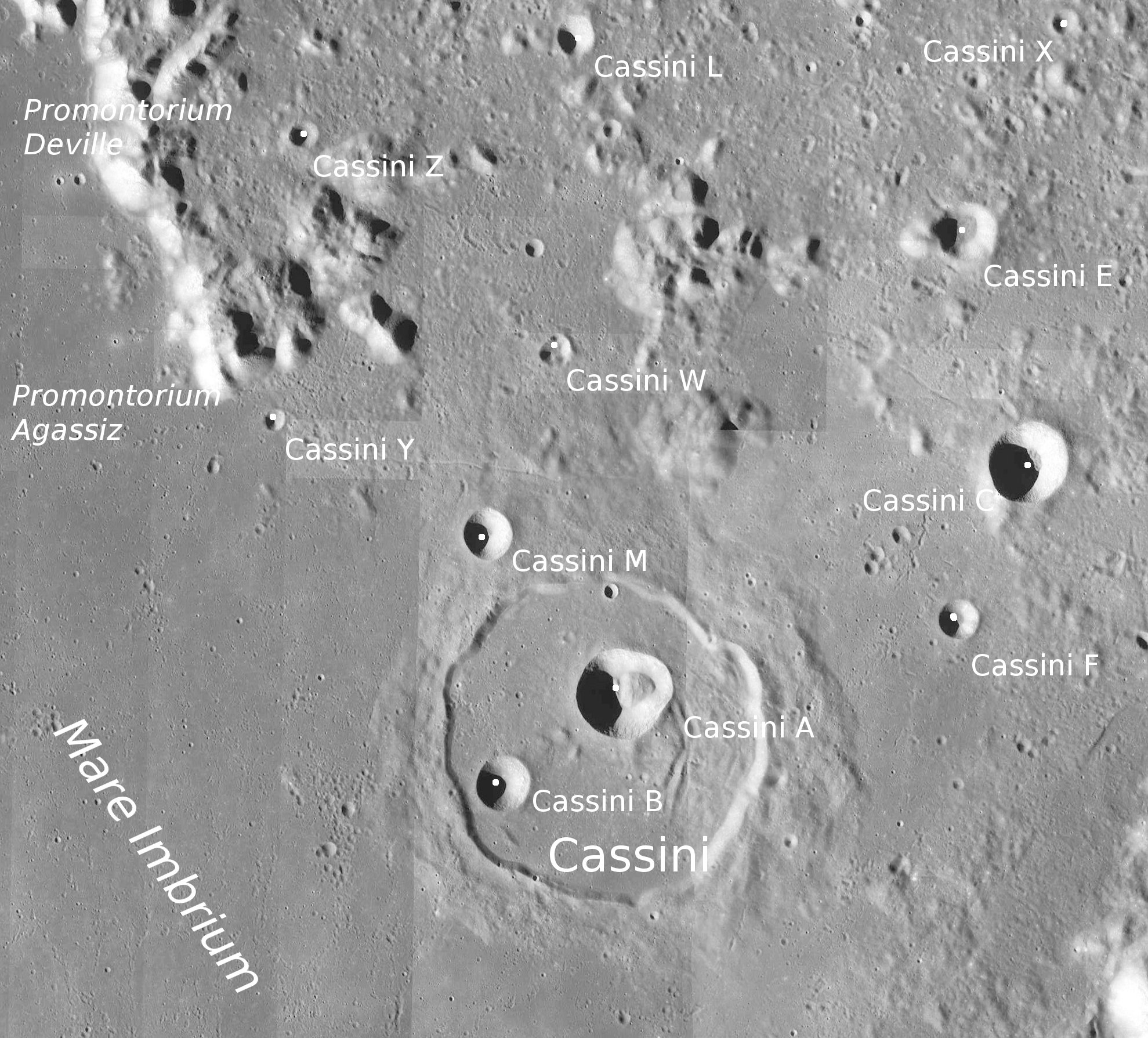
Окрестности кратера. Снимок зонда Lunar Reconnaissance Orbiter.

На северо-востоке от кратера лежат древние горы Альпы, на востоке — горы Кавказ, на западе — пик Питон. Ближайшими кратерами являются небольшой кратер Теэтет на юге и кратер Калипп на юго-востоке-востоке. На северо-западе от кратера Кассини располагается мыс Агассиса. Селенографические координаты центра кратера — 40°15′ с. ш. 4°38′ в. д. / 40,25° с. ш. 4,64° в. д., диаметр — 57 км, глубина — 1,24 км. Кратер весьма похож по структуре на кратер Посидоний.
Чаша кратера заполнена лавой, видимо, соответствующей Морю Дождей. Дно чаши испещрено малыми кратерами, к крупным кратерам в чаше относятся сателлитные кратеры Кассини А и В (см. ниже). От кратера Кассини А к юго-востоку отходит система холмистых складок. Вал кратера сравнительно узкий, полигональной формы, достигает максимальной высоты 1390 м в юго-восточной части, имеет массивный внешний откос, средняя высота вала кратера над окружающей местностью составляет 1180 м. В юго-восточной части у подножия откоса вала имеется обширное неглубокое понижение местности, связанное с долиной, частично огибающей его. Объем кратера составляет приблизительно 2600 км³.

## Сателлитные кратеры

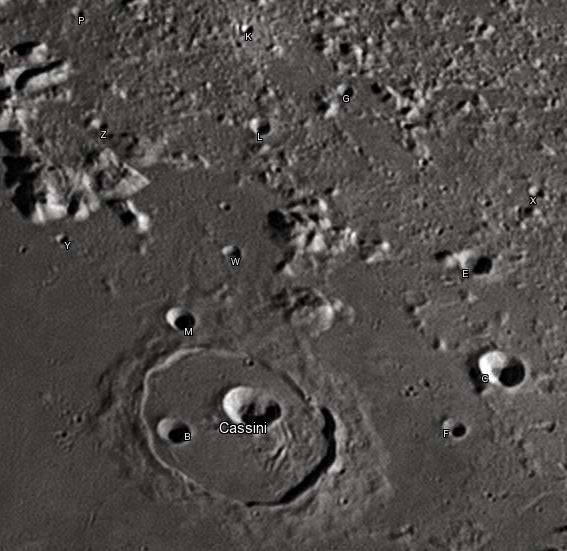
Снимок Девида Кемпбелла.

| Кассини | Координаты                                          | Диаметр, км |
| ------- | --------------------------------------------------- | ----------- |
| A       | 40°31′ с. ш. 4°47′ в. д. / 40,51° с. ш. 4,78° в. д. | 16,8        |
| B       | 40°01′ с. ш. 3°52′ в. д. / 40,02° с. ш. 3,87° в. д. | 9,4         |
| C       | 41°46′ с. ш. 7°48′ в. д. / 41,76° с. ш. 7,80° в. д. | 13,8        |
| E       | 42°59′ с. ш. 7°20′ в. д. / 42,98° с. ш. 7,34° в. д. | 9,4         |
| F       | 40°55′ с. ш. 7°17′ в. д. / 40,92° с. ш. 7,28° в. д. | 6,7         |
| G       | 44°44′ с. ш. 5°28′ в. д. / 44,73° с. ш. 5,46° в. д. | 4,7         |
| K       | 45°11′ с. ш. 4°05′ в. д. / 45,19° с. ш. 4,09° в. д. | 3,5         |
| L       | 43°59′ с. ш. 4°25′ в. д. / 43,99° с. ш. 4,41° в. д. | 6,1         |
| M       | 41°23′ с. ш. 3°45′ в. д. / 41,38° с. ш. 3,75° в. д. | 7,8         |
| P       | 44°50′ с. ш. 1°52′ в. д. / 44,83° с. ш. 1,86° в. д. | 3,4         |
| W       | 42°21′ с. ш. 4°15′ в. д. / 42,35° с. ш. 4,25° в. д. | 5,5         |
| X       | 44°04′ с. ш. 8°05′ в. д. / 44,06° с. ш. 8,08° в. д. | 4,4         |
| Y       | 41°59′ с. ш. 2°10′ в. д. / 41,98° с. ш. 2,16° в. д. | 3,5         |
| Z       | 43°29′ с. ш. 2°23′ в. д. / 43,48° с. ш. 2,38° в. д. | 4,7         |